# Packet (Radio)

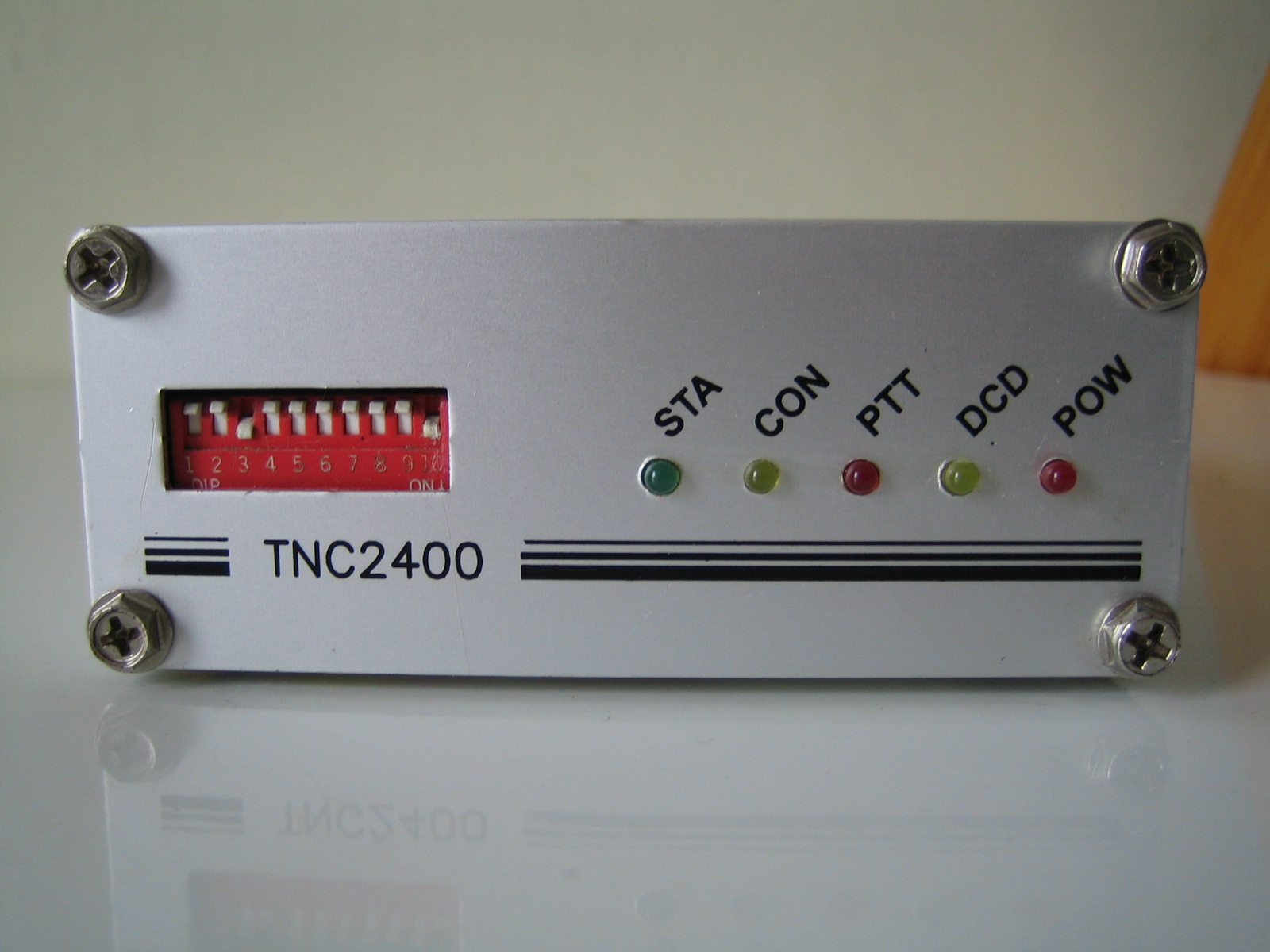
TNC (Terminal Node Controller) módem de packet radio 2400Bd

Packet radio o radio por paquetes es un sistema de comunicación que usa transmisión digital de paquetes vía enlaces de comunicación mediante ondas de radioaficionado. Básicamente, consiste en enviar, a través de ondas de radioaficionado, señales digitales en pequeños paquetes de datos que luego son reensamblados en un mensaje completo en el destino final. Para la comunicación entre estaciones no conectadas directamente, se usan protocolos de conmutación de paquetes. Este sistema de comunicación da lugar a la llamada radioafición en modo digital.
Por ejemplo, son aplicaciones de la radio por paquetes AMPRNet, Hamnet, APRS, Winlink y redes basadas en AX.25 (por ejemplo, para construir BBS). También se pueden usar enlaces de este tipo en Reticulum Network Stack (RNS).

## Introducción
Generalmente, se utiliza el Protocolo AX.25, que no es más que el protocolo X.25 adaptado a la radioafición (Amateur X.25). 
El radiopaquete permite la interconexión entre varios ordenadores de una manera más avanzada que otros sistemas digitales por varias razones:
- Multiplexación: es posible que varios usuarios estén utilizando la misma frecuencia de transmisión a la vez, sin que esto provoque ningún error.

- Detección de errores: los paquetes recibidos son chequeados y si se ha producido algún error, se pide que sean retransmitidos.

- Trabajo en modo automático: se realiza en VHF/UHF, y permite al usuario dejar su estación encendida para que otros usuarios puedan conectarse sin saber si está o no al teclado.

- Larga distancia de transmisión: Se pueden comunicar máquinas tan lejanas como se quiera. No influye la distancia, solo la existencia de estaciones intermedias que puedan hacen llegar los datos sin problemas.

- Transparencia al usuario: todo el proceso se realiza de forma transparente al usuario.

## Configuración de la estación
Una estación Packet Radio básica consiste en:
- TNC (Controlador de nodo terminal): es una "pequeña caja negra" unida al ordenador y la radio, que contiene el hardware necesario para la comunicación entre la estación y el módem (TNC) que es el encargado de convertir las señales binarias en tonos (señales de audio), con los que se forman los «paquetes» que son luego enviados. Cada paquete lleva la dirección de origen y de destino así como la ruta entre los respectivos terminales.

- Ordenador: es la interfaz del usuario. Si se está usando TNC, será necesario un programa de comunicaciones para el ordenador. Cualquier Software para módem telefónico puede funcionar bien.

- Radio: en sistemas UHF/VHF los paquetes utilizan radios de banda ancha de voz FM para velocidades de transmisión de 1200/2400 bps; para radios de paquetes HF a 300 bps se utiliza la banda sencilla SSB, y para altas velocidades se usan radios FM modificados. Los módems tipo Talon llevan la radio integrada.[2]

## Breve historia
Packet radio existe desde mediados de los años 60.
En 1970, la Universidad de Hawái construyó la red ALOHA. Basada en packet radio, su importancia se basaba en el uso de un medio compartido para la transmisión, lo cual despertó mucho interés. Su objetivo principal era facilitar las comunicaciones entre el ordenador central y los ordenadores de la universidad dispersos por las islas hawaianas.
Después de esto, packet radio como tal fue visto por primera vez en 1978 en la reunión del Montreal Amateur Radio Club, donde por primera vez se transmitieron y recibieron paquetes libres de errores.
A continuación, VADCG (Vancouver Amateur Digital Communication Group) desarrolló el TNC.
Más tarde, en 1981, se funda TAPR (Tucson Amateur Radio Packet), la cual desarrolla el TNC-1 en 1982 y TNC-2 entre 1984-1985. En 1985, surgió la revolución del packet radio cuando TAPR vendió cerca de mil kits TNC-2.